# Willmering
Willmering település Németországban, azon belül Bajorországban. Lakosainak száma 2081 fő (2023. december 31.).

## Népesség
A település népessége az elmúlt években az alábbi módon változott:
| Lakosok száma | 433  | 1092 | 1391 | 1516 | 2040 | 2010 | 1975 | 1957 | 2003 | 2081 |
|               | 1875 | 1950 | 1975 | 1987 | 2012 | 2014 | 2016 | 2017 | 2021 | 2023 |